# Kalayat
Kalayat è una città dell'India di 16.747 abitanti, situata nel distretto di Kaithal, nello stato federato dell'Haryana. In base al numero di abitanti la città rientra nella classe IV (da 10.000 a 19.999 persone).

## Geografia fisica
La città è situata a 29° 40' 27 N e 76° 14' 45 E.

## Società

### Evoluzione demografica
Al censimento del 2001 la popolazione di Kalayat assommava a 16.747 persone, delle quali 8.812 maschi e 7.935 femmine. I bambini di età inferiore o uguale ai sei anni assommavano a 2.804, dei quali 1.577 maschi e 1.227 femmine. Infine, coloro che erano in grado di saper almeno leggere e scrivere erano 9.429, dei quali 5.697 maschi e 3.732 femmine.